# Vanessa Matz
Vanessa Matz (Luik, 12 augustus 1973) is een Belgisch politica voor Les Engagés.

## Levensloop
Matz promoveerde in 1996 tot licentiate in de rechten aan de Universiteit Luik.
Na haar studies werkte ze van oktober 1996 tot maart 2000 als juridisch medewerker voor de PSC-fractie in de Senaat, verbonden aan de Senaatscommissies Binnenlandse Zaken en Justitie. Vervolgens was Matz van maart 2000 tot december 2003 juridisch medewerker van William Ancion, eerste schepen in Luik. Van oktober 2004 tot november 2006 was ze politiek secretaris van de cdH-fractie in het Waals Parlement en daarna van november 2006 tot december 2007 politiek directeur van het cdH. Vervolgens was Matz van januari tot april 2008 kabinetschef van Josly Piette, federaal minister van Werk. Van september 2008 tot september 2011 was ze ten slotte politiek secretaris van het cdH.
In april 2008 werd Matz door haar partij gecoöpteerd in de Senaat. In juli 2009 volgde ze Anne Delvaux op als rechtstreeks gekozen senator, een mandaat dat ze uitoefende tot in mei 2014. Als senator maakte ze deel uit van de commissies Financiën en Economische Aangelegenheden, Justitie, Binnenlandse Zaken en Buitenlandse Aangelegenheden en Landsverdediging en van oktober 2009 tot mei 2010 was ze voorzitter van het Federaal Adviescomité voor Europese Aangelegenheden. 
Vanaf de verkiezingen van 25 mei 2014 zetelde ze voor de kieskring Luik in de Kamer van volksvertegenwoordigers. Ze legde er zich toe op het beleid rond binnenlandse en buitenlandse zaken, justitie, infrastructuur, landsverdediging, handelsrecht, economie en maatschappelijke emancipatie. Na de verkiezingen van 9 juni 2024 werd Matz er tot februari 2025 fractievoorzitter voor haar partij.
Op lokaal politiek niveau werd Matz in oktober 1994 voor de toenmalige PSC verkozen tot gemeenteraadslid van Aywaille. Ze was er van 1998 tot 2000 schepen van Openbare Werken en Netheid, van 2001 tot 2006 schepen van Stedenbouw, Leefmilieu en Informatie en van 2006 tot 2012 eerste schepen. Bij de gemeenteraadsverkiezingen van 2018 stelde Matz zich vanwege gezondheidsredenen geen kandidaat meer.
Na de federale verkiezingen van juni 2024 was Matz een van de hoofdonderhandelaars voor haar partij bij de vorming van de regering-De Wever, die in februari 2025 tot stand kwam. Zijzelf werd in deze regering minister van de Modernisering van de Overheid, belast met Overheidsbedrijven, Ambtenarenzaken, het Gebouwenbeheer van de Staat, Digitalisering en Wetenschapsbeleid.
Sinds februari 2025 is Matz tevens nationaal vicevoorzitter van de partij Les Engagés.
Op 21 mei 2014 werd ze benoemd tot ridder in de Leopoldsorde.